# 1995 EA8
1995 EA8 är en asteroid i huvudbältet som upptäcktes den 12 mars 1995 av den tjeckiske astronomen Lenka Kotková vid Ondřejov-observatoriet.
Asteroiden har en diameter på ungefär 7 kilometer.